# سفر الحكمة

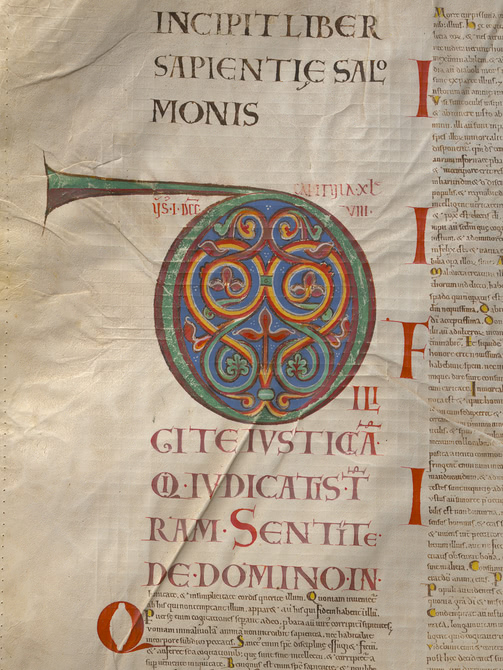

سفر الحكمة أو حكمة سليمان هو سفر من أسفار الكتاب المقدس "القانونية الثانية" (الديوتروكانونية)، اي أنها مدرجة ضمن الاسفار القانونية عند الكنيسة الكاثوليكية والكنيسة الأرثوذكسية الشرقية، لكن معظم البروتستانت يعتبرونها جزءا من الأسفار المشكوك فيها (الأبوكريفا). وهو يأتي بعد سفر نشيد الإنشاد في الترتيب؛ حيث يعد السفر من الأسفار الشعرية.

## التكوين
كان يعتقد تقليديا أن السفر من تأليف سليمان (حكم بين 970–931 ق.م.).
كُتب السفر باليونانية، بالإسكندرية (مصر)، في أواخر القرن الأول قبل الميلاد إلى أوائل القرن الأول الميلادي. كان المصدر الأدبي الأول للمؤلف هو السبعونية، ولا سيما أدب الحكمة وسفر إشعيا، وكان على دراية بالأعمال اليهودية الأخيرة مثل سفر أخنوخ وبالأدب الفلسفي اليوناني. من غير المؤكد ما إذا كان للكتاب مؤلف واحد أم أنه أتي من مدرسة للكتاب، لكن الباحثين الحديثين يفضلون النظر إليه كعمل موحد. وفي كلتا الحالتين، يوحي المزيج من السمات اليونانية واليهودية بخلفية هلنستية متعلمة، وعلى الرغم من مخاطبة "حكام العالم"، ربما كان الجمهور الفعلي أعضاء مجتمع المؤلف نفسه الذين كانوا يميلون للتخلي عن يهوديتهم بسبب إغراءات الثقافة اليونانية والظروف العدائية التي تواجه اليهود في العالم اليوناني.

### استشهادات
1. ↑  وصلة مرجع: https://www.perseus.tufts.edu/hopper/abbrevhelp.
2. ↑  Coogan 2009، صفحة 375.
3. ↑  Hayman 2003، صفحة 763.
4. ↑  Grabbe 2004، صفحة 24.
5. ↑  Tanzer 1998، صفحة 294.

### بيبلوجرافيا
- Grabbe، Lester L. (2004). Wisdom of Solomon. A&C Black. مؤرشف من الأصل في 2019-12-08. {{استشهاد بكتاب}}: الوسيط |ref=harv غير صالح (مساعدة)
- Hayman، A. Peter (2003). "The Wisdom of Solomon". في Dunn، James D. G.؛ Rogerson، John William (المحررون). Eerdmans Commentary on the Bible. Eerdmans. مؤرشف من الأصل في 2013-11-09. {{استشهاد بكتاب}}: الوسيط |ref=harv غير صالح (مساعدة)
- Horbury، William (2007). "The Wisdom of Solomon". في Barton، John؛ Muddiman، John (المحررون). The Oxford Bible Commentary. Oxford University Press. مؤرشف من الأصل في 2019-12-08. {{استشهاد بكتاب}}: الوسيط |ref=harv غير صالح (مساعدة)
- Tanzer، Sarah J. (1998). "The Wisdom of Solomon". في Newsom، Carol Ann؛ Ringe، Sharon H. (المحررون). Women's Bible Commentary. Westminster John Knox Press. مؤرشف من الأصل في 2019-12-08. {{استشهاد بكتاب}}: الوسيط |ref=harv غير صالح (مساعدة)